# Schlacht von Sentinum
Die Schlacht von Sentinum war die entscheidende Schlacht im Dritten Samnitenkrieg. Sie fand im Jahre 295 v. Chr. bei Sentinum, nahe der heutigen Stadt Sassoferrato (südwestlich von Ancona) statt. Die Römer besiegten in ihr die gegnerische Koalition aus Samniten und den gallischen Senonen.

## Überlieferung
In seinem Werk Ab urbe condita Buch X berichtet der römische Geschichtsschreiber Livius ausführlich über die Ereignisse im Jahr 295 v. Chr. Daneben berichten – allerdings in einem viel geringerem Umfang – der Grieche Polybios im 2. Jahrhundert v. Chr. und der Byzantiner Zonaras im 12. Jahrhundert n. Chr. von der Schlacht.

## Vorgeschichte
Die römischen Truppen standen unter dem Befehl der Konsuln Publius Decius Mus und Quintus Fabius Maximus Rullianus und umfassten zwei komplette konsularische Heere mit zusammen etwa 38.000 Mann: vier römische Legionen mit den dazugehörigen römischen Kavallerieabteilungen und eine tausend Mann starke Reiter-Abteilung aus Kampanien, vier Bundesgenossen-Legionen, die sich v. a. aus Latinern zusammensetzten, sowie einen starken Kavallerieverband der Bundesgenossen. Nach Livius brachten die Römer außerdem zwei Heere unter der Führung der Proprätoren Gnaeus Fulvius Maximus Centumalus und Lucius Postumius Megellus im Norden von Rom in Stellung, um eventuell einfallende Etrusker oder Gallier abwehren zu können. Weiterhin berichtet Livius, dass den römischen Konsuln ein Bündnis aus Umbrern, Etruskern, gallischen Söldnern und Samniten gegenüberstand. Als Ablenkungsmanöver werden die Proprätoren beauftragt, das Umland der etruskischen Stadt Clusium zu verwüsten. Infolgedessen ziehen die Etrusker ihre Truppen aus Sentinum ab, um ihr eigenes Territorium zu sichern. Im Folgenden werden die Etrusker und die Umbrer bei Livius nicht mehr erwähnt.

## Verlauf
Die beiden Armeen trafen bei Sentinum aufeinander, warteten aber zwei Tage, ehe sie sich eine Schlacht lieferten. Dann griffen die Römer ihre Gegner an. Fabius stand dabei den Samniten gegenüber, Decius den Galliern. Den Galliern gelang es mit ihren Kampfwagen, Breschen in die römischen Reihen zu schlagen, das Kriegsglück wendete sich der Überlieferung zufolge, weil sich Decius Mus, wie sein gleichnamiger Vater im Jahre 340 v. Chr., den Göttern geopfert (devotio) hat. Fabius gelang es unterdessen, die Samniten zu besiegen und ihren Feldherren Gellius Egnatius zu töten, um anschließend die Gallier von der Seite zu attackieren, bis auch diese besiegt waren.

## Folgen
Damit war auch der letzte Samnitenkrieg im Wesentlichen entschieden, auch wenn die Samniten noch bis 290 v. Chr. hinhaltenden Widerstand leisteten.

## Historizität
Dass die Schlacht stattfand, ist in der Forschung aufgrund der vielen Zeugnisse und Quellen unbestritten. Dennoch gilt das Bündnis aus Umbrern, Etruskern, gallischen Söldnern und Samniten – wie es Livius überliefert – als unhistorisch. Es ist unwahrscheinlich, dass die Etrusker ihre gesamten Truppen ins umbrische Territorium ziehen und damit ihr eigenes Land ungeschützt ließen.